# تهويد القدس (كتاب)
كتاب تهويد القدس هو كتاب صدر عن مركز دراسات الوحدة العربية للكاتب والأكاديمي أنور محمود زناتي بجامعة عين شمس.

## مؤلفاته
يتناول الكتاب القدس، تلك العاصمة الدينية والتاريخية والسياسية والاقتصادية العربية ، والتي مرت بمؤامرات عديدة ومحاولات يهودية لتزوير هويتها، بدءا من تهويد المقدسات بعمل «حفريات» تحت المسجد الأقصى ، وبناء الكنس اليهودية ومحاولات عدة لحرق وهدم المسجد واجتياحه، وحتى تهويد السكان عن طريق طرد العرب والمسلمين من المدينة واستقدام يهود آخرين من شتى بقاع الأرض لتغليب تعداد اليهود فيها، ومرورا بتهويد ملامح المدينة عن طريق هدم المنازل وردم الآثار الإسلامية وبناء مستوطنات على أنقاضها والكتاب كما يقول مؤلفه يستند إلى أوثق المصادر الوثائقية والاحصائية المتوافرة وأقلها تحيزاً. والموضوع من أخطر القضايا الملحة في عالمنا العربي والإسلامي خاصة وأن هناك عدة جوانب جديدة وجد هامة ظهرت من خلال إحصائات منشورة لها دلالتها الخطيرة ، وهو يستعرضها في متن البحث ، وفيها إضافات جديدة ألقت مزيد من الضوء على الفكر الصهيوني الجبان 